# Hans Dülfer
Hans Johannes Emil Dülfer (Barmen, 23 maggio 1892 – Arras, 15 luglio 1915) è stato un alpinista tedesco.

## Biografia
Nacque a Barmen, una località della Regione della Ruhr, da Emil, commerciante, e Luise Alexander.
Cresciuto con un'educazione marcatamente religiosa, fu persona dallo spirito libero e controcorrente. Si legò ad Hanne Franz, una ragazza che fu sua compagna nella vita ed in parete.
Hans Dülfer era guidato da due passioni: la musica e l'alpinismo. Ottenuto dal padre il permesso di studiare musica, vi si dedicò con estrema passione, diventando un ottimo pianista.
In campo alpinistico, ottenne molti successi. Il 30 luglio 1911, insieme ad Hans Kämmerer, salì la parete sud della Croda da Lago: la parete fu valutata avere una difficoltà di V-, ma in una ripetizione del 2005 ad opera di Antonio Bernard e Almo Giambisi, la difficoltà del passaggio chiave fu rivalutata in VI grado: in base a questa valutazione, Hans Dülfer sarebbe stato il primo alpinista a superare il VI grado. Oltre a questo notevole risultato, compì molte altre notevoli scalate, tra cui:
- via Dülfer al Totenkirchl, nel 1911
- parete est del Fleischbank, nel 1912
- fessura Dülfer al Fleischbank (in solitaria), nel 1913
- campanile Dülfer nei Cadini di Misurina, nel 1913, con W. F. Von Bernuth[2]
- Cima Grande delle Tre Cime di Lavaredo, nel 1913 con W. F. Von Bernuth[3]

Oltre ai successi in arrampicata, Dülfer ebbe notevole importanza anche per le innovazioni tecniche che introdusse. Le più note sono la tecnica di discesa in corda doppia che ancora oggi porta il suo nome, la Dülfersitz, e la tecnica Dülfer per la risalita di fessure in roccia. Soldato nella prima guerra mondiale, Hans Dülfer morì il 15 luglio 1915 sul fronte occidentale, colpito da una scheggia di granata alla gola. Fu sepolto nel cimitero militare di Bailleul (Somme), a nord di Arras, in Francia. Il padre che gli aveva insegnato l'amore per la montagna, alla notizia della tragedia, si addentrò nel fitto di un bosco e scomparve per sempre.